# Іцамнаах-Б'алам IV
Іцамнаах-Б'алам IV (18 лютого 752—між 800 та 808 роками) — (ахав) Па'чана з 769 до між 800 і 808 роками. Ім'я перекладається як «Щит-Ягуар».

## Життєпис

### Молоді роки
Був сином ахава Яшун-Б'алама IV і Іш-Чак-Чамі з роду сахалів. Народився в день 9.16.0.14.5, 1 Чікчан 13 По (18 лютого 752 року). При народженні отримав ім'я Чель-Те'-Чан-К'ініч. В день 9.16.18.0.19, 1 Кавак 2 Во (22 лютого 769 року) Чель-Те'-Чан-К'ініч в супроводі сахаля з Ла-Пасадіти Ах-Чак-Маша здійснив обряд запалювання вогню. Невідомо в якому він був статусі: одні дослідники вважають, що був ахавом, інші спадкоємцем. Більшість вважає, що він зайняв трон невдовзі, того ж року. Окремі вчені дотримуються думки, що це відбулося у 771 році.

### Будівництво
При сходженні на трон взяв ім'я Іцамнаах-Б'алам. Його першим відомим монументом була прекрасна стела 7, яка датується 771 роком і дотримується найкращих традицій скульптурного мистецтва Яшчилан. З часом відбувається помітне зниження як якості, так і кількості монументів. Будівництво великих споруд також сповільнилося, і протягом досить довгого правління Іцамнаах-Б'алама IV було побудовано лише кілька будівель.
Основні будівельні зусилля Іцамнаах-Б'алама IV були зосереджені на розширенні східного краю ритуального ядра Танха'па'чана. Тут розташовувалося його головна споруда — «Будівля 20».

### Військові кампанії
Основні зусилля зосередив на зовнішній політиці. До 783 року відбулася успішна військова кампанія проти царства Йокіб-К'ін. Водночас укладається союз з царством Шукальнаах, ахав якого Яхав-Чан-Мувіан II одружився з па'чанською царівною (донькою чи сестрою Іцамнаах-Б'алама IV) Іш-Яш-Чііт-Хуун-Вінік-Наах-Кан. Це сприяло посиленню позицій Па'чана проти царства Сакц'і. В день 9.17.12.13.14, 5 Іш 7 Сак (23 серпня 783 року) сахаль Іцамнаах-Б'алама IV — Ах-Чак-Маш — захопив в полон «головного вайаб'а» з Чоктельнаха (невідома місцевість) і ще двох бранців.
З середини 780-х років відбувається відкритий конфлікт з Сакц'і. На початку 787 року сталася велика битва, протягом декількох днів — з 8 по 12 січня — об'єднані війська Іцамнаах-Б'алама IV і Яхав-Чан-Муваана II завдали поразки Йет-К'інічу, царю Сакц'і. Були захоплені в полон військовики останнього, що належали до царського роду, зокрема, Іцамнаах-Б'алам IV полонив якогось Шук'уб'-Ака.
Після цього успіху Іцамнаах-Б'алам IV рушив на північних і східних сусідів свого царства. У 787—788 роках було завдано поразки військам царств Наман та Ік'. До 796 року здійснив успішний похід проти царства Лакамтуун.
Наприкінці 796 року відбувається нова війна з наманом. У день 9.18.6.4.19, 8 Кавак 7 К'аяб (17 грудня 796 року) Іцамнаах-Б'алам IV здійснив ритуал запалювання вогню перед початком війни і захопив у полон якогось Ах-Суц'а, наближеного царя Намана. В день 9.18.6.5.11, 7 Чувен 19 Клаб (29 грудня 796 року) був полонений сам цар Намана. В день 9.18.6.5.16, 12 Кіб 4 Кумк'у (3 січня 797 року) Іцамнаах-Б'алам IV здобув чергову перемогу над невідомим супротивником і захопив бранця з держави Наман. В результаті цього встановленого повний контроль над цим царством.
У 798 році було здійснено черговий похід. Втім поки достеменно невідомий супротивник Іцамнаах-Б'алама IV, вважається якесь невеличке царством між Па'чаном, Наманом і Хів-Віцем. В день 9.18.8.3.3, 3 Ак'баль 1 Муваан (1 листопада 798 року) було захоплено якогось Ах-Сак-Волока.
Навесні 799 року Іцамнаах-Б'алам IV підпорядковує царство Хіш-Віц. У день 9.18.8.10.12, 9 Еб 5 Соц' (30 березня 799 року) він захопив К'ініч-Б'алама, царя Хіш-Віца. На престол посадив свого ставленика. У день 9.18.9.6.6, 10 Кімі 19 К'аяб (29 грудня 799 року) Іцамнаах-Б'алам IV захопив у полон Сіях-Чан-К'авііля, що претендував на трон Хіш-Віца.
Слідом за цим розпочинає військові дії проти Лакамтууна. У день 9.18.9.7.18, 3 Ец'наб 6 Поп (30 січня 800 року) був полонений охоронець головної пов'язки (один з найбільш наближених до ахава особа) царя Лакамтууна. В день 9.18.9.9.14, 13 Іш 2 Сіп (6 березня 800 року) Іцамнаах-Б'алам IV захопив противника з титулом «Пан Те'-Ч'ока». Можливо, це було нове вторгнення в Лакамтуун, оскільки часовий проміжок між подіями невеликий, а відсутність в тексті будь-якого топоніма вказує на зв'язок з попереднім фрагментом написи. Ймовірно продовженням тієї ж війни стало полон ще через 16 днів, 9.18.9.10.10, 3 Ок 18 Сіп (22 березня 800 року) Яшпа-Ахава. Таким чином, всі три походу па'чанского царя в 800 році були частиною однієї кампанії проти Лакамтууна.
Повідомлення про походи або будь-якої діяльності Іцамнаах-Б'алама IV після 800 року відсутні. Дата смерті невідома, але напевне відбулася між 800 і 808 роком, коли вперше згадується син і спадкоємець Іцамнаах-Б'алама IV — К'ініч-Татб'у-Холь IV.